# Colin Harrison (paléontologue)
Pour les articles homonymes, voir Colin Harrison et Harrison.
Colin James Oliver Harrison (1926-2003) est un ornithologue britannique, ayant travaillé sur les collections d'œufs du musée d'histoire naturelle de Londres puis s'est intéressé à la biogéographie et à la paléontologie, ayant notamment publié aux côtés de Cyril Walker plusieurs articles sur des groupes d'oiseaux fossiles.